# Jordbävningen i Santiago de Chile 1985
Jordbävningen i Chile 1985 (också känd som Jordbävningen i Santiago) registrerades den 3 mars 1985 kl 19.47, lokal tid. Dess epicentrum var beläget i södra delen av Valparaíso, nära stranden i  Algarrobo. Jordbävningen hade en magnitud på 8,0 på Richterskalan och nivå IX på Mercalliskalan. Skalvet var kännbart från Antofagasta i norr till Araucanía i söder, men den var starkast i de centrala delarna av landet. De mest drabbade områdena var hamnen i  San Antonio i Valparaíso-regionen samt Alhué och Melipilla i Metropolitana-regionen och Rengo i O'Higgins-regionen samt huvudstaden  
Santiago. Jordbävningen orsakade tsunami, jordskred, förstörda vägar och broar. Det blev även avsevärda skador på berörda städers infrastruktur samt innebar långa avbrott i områdenas basservice.
Katastrofens konsekvenser blev 177 döda, 2 575 sårade, 142 489 förstörda hus och cirka en miljon hemlösa människor. Skadorna värderades till mer än 1 046 miljoner amerikanska dollar enligt den chilenska tidningen El Mercurio.